# Vida (álbum de Chico Buarque)
Vida é o décimo primeiro álbum de estúdio do cantor e compositor brasileiro Chico Buarque, lançado em 1980 pela Philips Records. O disco marca uma fase de transição em sua carreira, com letras mais introspectivas e arranjos que flertam com o minimalismo e a música popular brasileira contemporânea.

## Antecedentes
Após o lançamento do álbum Chico Buarque em 1978, que incluiu músicas de forte cunho político como "Cálice" e "Apesar de Você", Chico passou a explorar temáticas mais pessoais e poéticas em suas composições. Vida surge nesse contexto, com abordagens mais sutis sobre questões sociais.

## Composição e produção
O álbum foi gravado no estúdio da Philips no Rio de Janeiro. A produção musical ficou a cargo de Perinho Albuquerque, com arranjos de Francis Hime, exceto nas faixas "Eu Te Amo" (com Tom Jobim) e "Bye Bye Brasil" (com Roberto Menescal). A instrumentação é marcada por violões, piano e percussões suaves, criando uma atmosfera intimista.

## Recepção
| Críticas profissionais            | Críticas profissionais |
| Pontuações agregadas              | Pontuações agregadas   |
| Fonte                             | Avaliação              |
| --------------------------------- | ---------------------- |
| Album of the Year                 | 90/100                 |
| Avaliações da crítica             |                        |
| Fonte                             | Avaliação              |
| All Music Guide                   | [ 7 ]                  |
| The Encyclopedia of Popular Music | [ 8 ]                  |

Embora Vida não tenha tido o mesmo impacto político de trabalhos anteriores, o álbum Vida foi amplamente elogiado pela crítica especializada, sendo considerado uma obra de maturidade artística na carreira de Chico Buarque. Músicas como "Morena de Angola", "Bastidores" e "Eu Te Amo" tornaram-se marcantes no repertório do artista. Os arranjos de Francis Hime e a densidade lírica das composições foram amplamente elogiados. O site Altamont descreveu o disco como uma seleção de canções mais líricas e contidas, revelando um Chico mais delicado e maduro. O Jornal do Porto classificou o álbum como um retrato confessional e lírico do artista. O ClyBlog destacou o uso de metáforas e o tom reflexivo das letras como indícios de uma virada pessoal na carreira de Chico.

## Faixas
Todas as informações são retiradas do Discogs.
| N.º | Título                 | Compositor(es)               | Duração |  |
| 1.  | "Vida"                 | C. Buarque                   |         |  |
| 2.  | "Mar e Lua"            | C. Buarque                   |         |  |
| 3.  | "Deixe a Menina"       | C. Buarque                   |         |  |
| 4.  | "Já Passou"            | C. Buarque                   |         |  |
| 5.  | "Bastidores"           | C. Buarque                   |         |  |
| 6.  | "Qualquer Canção"      | C. Buarque                   |         |  |
| 7.  | "Fantasia"             | C. Buarque                   |         |  |
| 8.  | "Eu Te Amo"            | C. Buarque, Tom Jobim        |         |  |
| 9.  | "De Todas as Maneiras" | C. Buarque                   |         |  |
| 10. | "Morena de Angola"     | C. Buarque                   |         |  |
| 11. | "Bye Bye, Brasil"      | C. Buarque, Roberto Menescal |         |  |
| 12. | "Não Sonho Mais"       | C. Buarque                   |         |  |

## Ficha técnica
- Francis Hime – piano, arranjos (exceto nas faixas 8 e 11)
- Tom Jobim – piano e arranjos em "Eu Te Amo"
- Telma Costa – voz em "Eu Te Amo", coro em "Fantasia" e "Morena de Angola"
- Roberto Menescal – violão e arranjos em "Bye Bye, Brasil"
- Bebel Gilberto, Bee de Campos, Cristina Buarque, Danilo Caymmi, Miúcha – coro em "Fantasia" e "Morena de Angola"

## Legado
Em 2024, o álbum Vida foi relançado em edição especial em vinil verde translúcido pela Universal Music, como parte de uma série comemorativa ao Dia do Vinil. A reedição incluiu também outros álbuns clássicos de Chico Buarque, como Meus Caros Amigos (1976) e Chico Buarque de Hollanda - Nº4 (1970).